# Gorteen
Gorteen är en ort i republiken Irland.   Den ligger i grevskapet Sligo och provinsen Connacht, i den norra delen av landet, 160 km väster om huvudstaden Dublin. Gorteen ligger 65 meter över havet och antalet invånare är 349.
Terrängen runt Gorteen är huvudsakligen platt, men åt nordost är den kuperad.Runt Gorteen är det glesbefolkat, med 10 invånare per kvadratkilometer. Närmaste större samhälle är Ballymote, 10,1 km norr om Gorteen. Trakten runt Gorteen består i huvudsak av gräsmarker.